# Ottokar II (roi de Bohême)
Pour les articles homonymes, voir Ottokar.
Ottokar II (en tchèque : Přemysl Otakar II.), né vers 1230 et mort le 26 août 1278 à Dürnkrut en Autriche, est un prince des Přemyslides, fils du roi Venceslas Ier de Bohême et de Cunégonde de Souabe. Nommé margrave de Moravie en 1247, il succéda à son père en tant que roi de Bohême en 1253. 
Compte tenu des nombreuses acquisitions réalisées durant le Grand Interrègne, dont l'Autriche, la Styrie, la Carinthie et la Carniole, il est le souverain le plus puissant dans l'histoire de la dynastie. Ses efforts pour asseoir la puissance du Saint-Empire, toutefois, échouèrent dans la lutte contre son rival Rodolphe de Habsbourg et ont abouti à sa mort sur le champ de bataille de Marchfeld.

## Origine

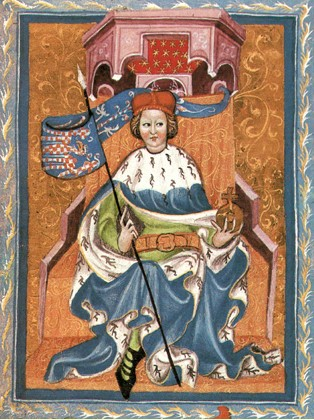
Ottokar II, margrave de Moravie ; Codex Gelnhausen (XVe siècle).

Il est le fils de Venceslas Ier Premysl et de Cunégonde de Souabe (tchèque : Kunhuta), ce qui fait de lui le petit-fils de Philippe de Souabe. Du vivant de son père, à la mort de son frère aîné, il reçoit le titre de Margrave de Moravie en 1247. Il est désigné comme héritier du trône le 31 décembre 1247 et opposé à son père par un parti de nobles hostiles à la politique du roi, jugée trop favorable au pape Innocent IV face à l'empereur Frédéric II. En novembre 1248, Venceslas Ier défait les partisans de son fils à Most et il reconquiert Prague en août 1249. Ottokar est brièvement emprisonné à Prinda.

## L'héritage des Babenberg
Venceslas Ier et son fils se réconcilient dès novembre 1249 lorsque le roi confie à son fils le margraviat de Moravie et, l'année suivante, ils entreprennent de capter l'héritage de Frédéric II d'Autriche. En octobre 1250, le margrave Hermann VI de Bade-Bade qui contrôlait certaines parties de l'Autriche meurt suivi peu après par l'empereur Frédéric II. Othon II de Bavière, qui avait été nommé comme nouvel administrateur du duché d'Autriche par le défunt empereur, tente d'y imposer son fils. Venceslas intervient militairement et, le 12 novembre 1251, les ordres autrichiens après de longues négociations lui rendent l'hommage. Béla IV de Hongrie occupe la Styrie pendant qu'Ottokar est désigné comme gouverneur par son père. Le 11 février 1252, le jeune prince épouse Marguerite de Babenberg, qui est son aînée de 18 ans, sœur de Frédéric le Batailleur et héritière de l'Autriche et de la Styrie. Cette accroissement de puissance suscite les protestations de Béla IV qui envahit l'est de l'Autriche et la Moravie, mais aussi du duc de Bavière et des duchés Piast de Silésie et de Romain de Halitch nouvel époux de Gertrude de Babenberg une autre héritière potentielle de l'Autriche. Conrad IV englué dans les conflits en Italie se désintéresse de la succession d'Autriche. Après la mort de son père Venceslas Ier le 22 septembre 1253, Ottokar II se rapproche d'Innocent IV qui négocie une paix avec Béla IV le 3 avril 1254, l'accord prévoit que la Hongrie garde la Styrie, mais laisse à Ottokar II la quasi-totalité de l'Autriche.

## Règne
Ottokar II Přemysl apparaît comme le plus puissant souverain tchèque de sa dynastie. Conformément à une des clauses de l'accord conclu avec le pape, Ottokar II participe dès décembre 1254 à une croisade avec les chevaliers teutoniques en Prusse et fonde avec eux la forteresse de Königsberg en janvier 1255 avant de revenir dans son royaume. Une seconde expédition prévue en 1267 contre les Borusses païens est finalement annulée.

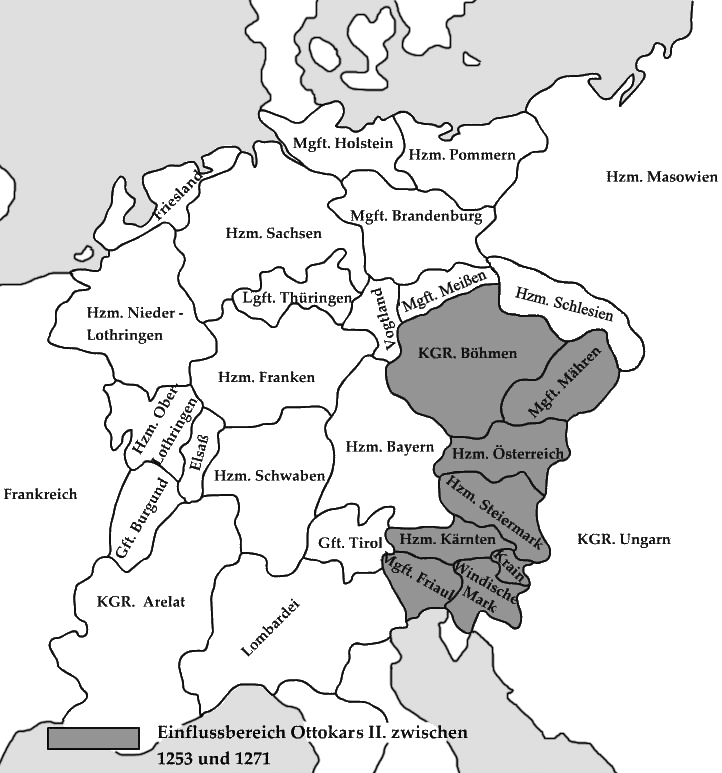
Les possessions d'Ottokar Přemysl entre 1253 et 1271.

Après la mort de Guillaume de Hollande en 1256, Ottokar II hésite entre les deux prétendants Richard de Cornouailles et Alphonse X de Castille. Il se déclare finalement pour Richard et reçoit de ce dernier l'Autriche et la Styrie comme fiefs impériaux. En 1259, Ottokar II met à profit une révolte des nobles de Styrie contre le roi Béla IV pour s'emparer du duché de Styrie. Le roi de Hongrie se met en marche contre les Tchèques avec ses auxiliaires Coumans. Lors de la bataille de Kressenbrunn en 1260, la chevalerie d'Ottokar II massacre les hordes de Béla. Le roi de Bohême répudie ensuite son épouse Marguerite qui se retire dans un couvent et afin d'améliorer ses relations avec la Hongrie épouse Cunégonde de Slavonie, petite fille par sa mère de Béla IV. En 1268, Ottokar II conclut un accord d'héritage avec Ulrich III de Carinthie au détriment de l'héritier de ce dernier son frère Philippe de Carinthie, patriarche d'Aquilée qui lui permet de s'emparer de la Carinthie et de la Carniole en novembre 1269.
En 1271, lors d'un conflit avec le nouveau roi de Hongrie Étienne V, les Tchèques occupent la partie occidentale de l'actuelle Slovaquie. Les combats cessent le 2 juillet 1271 après la signature de la paix de Pozsony qui rétablit le statu quo du règne de Béla IV.
Ottokar II est à l'origine de l'édification du couvent de Žďár nad Sázavou (allemand : Saar) sur les collines de Bohême-Moravie en 1251, de celui de Vyšší Brod en 1259 et en remerciements de sa victoire sur les Hongrois à Kressenbrunn, de celui de Zlatá Koruna sur la Vltava. En fondant Vyšší Brod (en allemand : Hohenfurth), Zlatá Koruna et la cité de České Budějovice en 1262, le roi cherche aussi à arrêter l'expansion de la haute noblesse dans le sud de la Bohême où elle est très puissante.
Sur le plan intérieur, le roi s'assure de l'appui de la bourgeoisie des villes et de la petite noblesse des chevaliers. Il procède à une colonisation massive avec des Allemands, d'abord rurale puis minière, pour développer l’exploitation des mines d'argent découvertes sur le pourtour de la Bohême-Moravie. En Europe centrale, ses annexions de la Carinthie, la Carniole et la Styrie, constituent un vaste empire, de la Bohême à l’Adriatique.

## Apogée et chute
En 1272, après la mort de Richard de Cornouailles, Ottokar II espère que la curie romaine soutiendra sa candidature au titre de « roi des Romains » mais le pape Grégoire X laisse aux princes allemands la liberté d'élection. Ces derniers jaloux de sa puissance désignent son rival le modeste comte souabe Rodolphe de Habsbourg. Le 29 septembre 1273, Rodolphe Ier de Habsbourg est élu à l'unanimité par les princes allemands et sous la pression du pape, Ottokar II se soumet. Le nouvel empereur ordonne la restitution des fiefs d'empire acquis pendant le « Grand Interrègne », mesure qui vise implicitement le roi de Bohême. En novembre 1274, la diète de Nuremberg instruit un procès en investiture contre Ottokar II. Sommé de se présenter à Wurzbourg, le roi Ottokar II refuse. Il réplique en mettant en doute la légitimité de l'élection de Rodolphe et la diète d'Augsbourg, en mai 1275, proclame la confiscation des biens usurpés et le met au ban de l'Empire le 24 juin 1275. En juillet 1276, l'archevêque Werner de Mayence prononce son excommunication.
Une guerre s’ensuit dans laquelle Ottokar perd toutes ses conquêtes de la région des Alpes. Le burgrave Frédéric de Nuremberg enlève Eger, le comte de Tyrol Meinhard de Goritz et son fils Albert occupent la Carinthie et la Carniole. À l'automne 1276, Rodolphe Ier et ses alliés hongrois mettent le siège devant Vienne. Le 21 octobre, Ottokar II de Bohême abandonné par une partie de la haute noblesse n'engage pas le combat et doit céder l’Autriche, la Styrie, la Carinthie et la Carniole au roi des Romains augmentant considérablement la puissance des Habsbourg. Ottokar II doit demander son pardon dans le camp allemand le 25 novembre et ne conserve que la Bohême et la Moravie. Un mariage entre son héritier Venceslas et Gutta est également prévu pour sceller l'accord.
Ottokar II réprime en 1277 la contestation de la haute noblesse : il fait exécuter Boreš de Ryzmburk pendant que Záviš de Falkenštejn s'exile. Il noue ensuite des contacts avec la Thuringe, le Brandebourg, la Saxe et même la Pologne, ainsi qu'avec un parti de nobles autrichiens qui lui est resté fidèle pour trouver des alliés contre l'empereur. Lorsque Rodolphe Ier découvre ses intrigues en Autriche en mai 1278, il décide d'en finir. Toujours allié aux hongrois avec qui il fait sa jonction le 23 août au confluent de la Morava et du Danube, il entre en guerre. Ottokar II est vaincu et tué d'un coup de poignard lors de la bataille de Marchfeld, près de Vienne, le 26 août 1278. Rodolphe soumet la Bohême et s’attribue les possessions autrichiennes du vaincu. Rodolphe II, fils de l’empereur, épouse Agnès, fille d’Ottokar, et Wenceslas, fils d'Ottokar, épouse Gutta, fille de Rodolphe.

## Unions et postérité
Ottokar II ne laissera aucun enfant de son union avec Marguerite d'Autriche, épousée en 1252 et dont il divorce à l'automne 1261. Il épouse en secondes noces le 28 octobre 1261 Cunégonde (1245-1285), fille de Rotislav de Tchernigov et Halicz, et petite-fille de Béla IV de Hongrie, dont :
- Henri (1262-1263) ;
- Cunégonde (1265- 27 novembre 1321), épouse du duc Boleslas II de Mazovie puis abbesse de Saint-Georges de Prague ;
- Agnès de Bohême (1269-1296), épouse de Rodolphe II d'Autriche ;
- Venceslas (1271-1305).

D'Agnès de Kuenring, Ottokar II Přemysl laisse sept enfants six filles et un fils légitimé le 6 octobre 1260 :
- Nicolas pour qui il crée en 1269 le duché d'Opava.

D'une autre maîtresse anonyme il a :
- Elisabeth, qui épouse en 1275 Henri [V] von Kuenring, noble autrichien chef du parti favorable à son beau-père.

## Postérité littéraire
- En 1285, Jacques Bretel fait allusion à la guerre entre le roi de Bohême, Ottokar II, et le roi de Germanie, Rodolphe Ier de Habsbourg, dans Le Tournoi de Chauvency.
- L'écrivain autrichien Franz Grillparzer a écrit un drame qui figure la chute de Ottokar et l'avancement des Habsbourgs : König Ottokars Glück und Ende (« Le bonheur et la fin du roi Ottokar »).
- Dans l'univers fictif de Tintin créé par Hergé, la Syldavie est un royaume des Balkans dont les rois de la dynastie Almazout s'appellent Ottokar.

## Sources
- Francis Dvornik, Les Slaves histoire, civilisation de l'Antiquité aux débuts de l'Époque contemporaine, Paris, éditions du Seuil, 1970, 1196 p., p. 322, 324-328, 330, 331, 803.
- Jörg K. Hoensch (trad. Françoise Laroche), Histoire de la Bohême, Paris, Éditions Payot, 1995 (ISBN 2228889229), p. 82-91, 93, 94, 96-98, 100-102, 111, 112, 117, 126, 161.
- Pavel Bělina, Petr Čornej et Jiří Pokorný, Histoire des Pays tchèques, Paris, Éditions du Seuil, coll. « Points Histoire U 191 », 1995, 510 p. (ISBN 2020208105).
- (en) Nora Berend, Przemyslaw Urbanczyk et Przemislaw Wiszewski, Central Europa in the High Middle Ages. Bohemia -Hungary and Poland c.900-c.1300, Cambridge, Cambridge University Press, 2013, 546 p. (ISBN 978-0-521-786959), p. 171, 239, 260, 351, 365, 411, 413, 417, 434-36, 438, 440, 449, 462, 475, 478, 480.